# Документалистика сегодня!
«Документалистика сегодня!» (англ. Documentary Now!) — американский псевдодокументальный телесериал, созданный Фредом Армисеном, Биллом Хейдером, Сетом Майерсом и Ризом Томасом, премьера которого состоялась 20 августа 2015 года на канале IFC. В качестве ведущей программы выступает Хелен Миррен. Шоу пародирует знаменитые документальные фильмы, повторяя их стиль и выбирая похожую, но вымышленную тему.

## Формат
«Документалистика сегодня!» подаётся как ретроспектива фильмов из документального цикла с 50-летней историей. Миррен появляется в начале каждой серии, чтобы представить фильм.

## Эпизоды
| Сезон | Серии | Серии | Даты показа       | Даты показа       |
| Сезон | Серии | Серии | Первая серия      | Последняя серия   |
| ----- | ----- | ----- | ----------------- | ----------------- |
| 1     | 7     | 7     | август 20, 2015   | сентябрь 24, 2015 |
| 2     | 7     | 7     | сентябрь 14, 2016 | октябрь 26, 2016  |
| 3     | 7     | 7     | февраль 20, 2019  | март 27, 2019     |

Названия эпизодов приводятся по переводам Ozz.TV.

### Первый сезон (2015)
| № общий | № в сезоне | Название | Режиссёр               | Автор сценария                          | Оригинальный фильм                      | Дата премьеры     |
| --- | ---------- | --- | ---------------------- | --------------------------------------- | --------------------------------------- | ----------------- |
| 1 | 1          | «Песчаный пассаж (Sandy Passage)»                                                                             | Риз Томас, Алекс Буоно | Сет Майерс                              | «Серые сады»                            | август 20, 2015   |
| Жизнь бывшей девушки из высшего общества, переехавшей вместе с мамой в полуразрушенный особняк. Приглашённые участники: Роб Бенедикт — режиссёр Ларри Файн, Рэнди Оглсби и Эрик Неннингер — полицейские, Сай Ричардсон — садовник Дэвид |            | |                        |                                         |                                         |                   |
| 2 | 2          | «Кунук разоблачённый (Kunuk Uncovered)»                                                                       | Риз Томас, Алекс Буоно | Seth Meyers                             | «Нанук: возвращение» (Nanook Revisited) | август 27, 2015   |
| Создатели легендарного документального фильма «Кунук-охотник» (Kunuk the Hunter) 1922 года рассказывают, какие сцены в картине о жизни эскимосов оказались срежиссированы. Приглашённые участники: Джон Слэттери — режиссёр Уильям Себастьян, Майк О'Брайен — звукооператор-этнограф Александр Клаус в молодости, Тим Робинсон — оператор Барнабас Скотт в молодости, Свеинн Олафур Гуннарссон — Шакал, Вилма Пелли — переводчица Аглатки Каманик, Линда Портер — жена режиссёра Мередит Себастьян |            | |                        |                                         |                                         |                   |
| 3 | 3          | «„Дронзы“: Охота на Эль Чингона (DRONEZ: The Hunt for El Chingon)»                                            | Риз Томас, Алекс Буоно | Даффи Бодро, Билл Хейдер, Роб Клейн     | документальные фильмы VICE              | сентябрь 3, 2015  |
| Молодёжная медиаимперия «Дронзы» отправила самых бесстрашных журналистов на поиски самого опасного наркобарона в Мексике. Приглашённые участники: Джек Блэк — основатель «Дронзов» Джеймисон Френд, Ty Dolla $ign — камео, Луи Фернандес-Хиль — профессор Альфонсо Диаз, Стивен Майкл Квезада — Эль Чингон |            | |                        |                                         |                                         |                   |
| 4 | 4          | «Глаз-алмаз (The Eye Doesn't Lie)»                                                                            | Риз Томас, Алекс Буоно | Билл Хейдер, Джон Малейни               | «Тонкая голубая линия»                  | сентябрь 10, 2015 |
| Расследование об убийстве 1976 года, за которое пожизненно приговорили к смерти невиновного мужчину. Приглашённые участники: Дейл Дикки — бывшая главного героя Джоэль Фэлвезер, Нэйтан Барнатт — крутильщик табличек, Седрик Ярбро — владелец ломбарда |            | |                        |                                         |                                         |                   |
| 5 | 5          | «Город, гангстер, фестиваль (A Town, a Gangster, a Festival)»                                                 | Риз Томас, Алекс Буоно | Сет Майерс, Фред Армисен                | фильмы Леса Бланка                      | сентябрь 17, 2015 |
| Рассказ о ежегодном фестивале Аль Капоне в исландской общине Аурборг. Приглашённые участники: Эйди Брайант — Энн Северино |            | |                        |                                         |                                         |                   |
| 67 | 67         | «Нежно и мягко: история „Блю Джин Комити“ (Gentle & Soft: The Story of the Blue Jean Committee, Parts 1 & 2)» | Риз Томас, Алекс Буоно | Фред Армисен, Билл Хейдер, Эрик Кенуорд | History of the Eagles                   | сентябрь 24, 2015 |
| Фильм о взлёте и падении софт-рок группы «Блю Джин Комити». Приглашённые участники: Ирвинг Азофф — Элвин Изофф, Пола Пелл — Патти Скровачески, Уильям Эрл Браун — Митч Драгандо, Джефф Дусетт — Гордо; Кэмерон Кроу, Чак Клостерман, Дэррил Холл, Кенни Логгинс, группа Haim, Майкл Макдональд — камео |            | |                        |                                         |                                         |                   |

### Второй сезон (2016)
| № общий | № в сезоне | Название                                                                                              | Режиссёр               | Автор сценария             | Оригинальный фильм                            | Дата премьеры     |
| --- | ---------- | --- | ---------------------- | -------------------------- | --------------------------------------------- | ----------------- |
| 8 | 1          | «Бункер (The Bunker)»                                                                                 | Риз Томас, Алекс Буоно | Джон Малейни               | «Штаб» (The War Room)                         | сентябрь 14, 2016 |
| Закулисье предвыборной кампании Бена Херндона, кандидата в губернаторы штата Огайо в 1992 году. Приглашённые участники: Уэйн Федерман — Марк Уизель |            | |                        |                            |                                               |                   |
| 9 | 2          | «Хуан любит курицу с рисом (Juan Likes Rice & Chicken)»                                               | Риз Томас, Алекс Буоно | Сет Майерс                 | «Джиро мечтает о суши» (Jiro Dreams of Sushi) | сентябрь 21, 2016 |
| Портрет строгого хозяина ресторана в лесах Колумбии, известного рецептом курицы с рисом, и его сына, которого отец готовит к продолжению династии. Приглашённые участники: ресторатор Дэвид Чанг, ресторанный критик Джонатан Голд — камео, Харви Гильен — помощник Хуана Мануэль                                                                               |            | |                        |                            |                                               |                   |
| 10 | 3          | «Паркер Гейл: в нужном месте (Parker Gail's Location Is Everything)»                                  | Риз Томас, Алекс Буоно | Джон Малейни, Билл Хейдер  | «Вплавь до Камбоджи» (Swimming to Cambodia)   | сентябрь 28, 2016 |
| Театрализованный монолог Паркера Гейла: «поток сознания» о том, как он переезжал из лофта в Нью-Йорке. Приглашённые участники: Питер Брейтмайер — член комиссии по досрочному освобождению, Майк Дамус — доктор Ян, Леннон Парэм — Рамона, бывшая подруга Паркера                                                                                               |            | |                        |                            |                                               |                   |
| 11 | 4          | «Торговец глобусами (Globesman)»                                                                      | Риз Томас, Алекс Буоно | Сет Майерс                 | «Коммивояжёр» (Salesman)                      | октябрь 5, 2016   |
| Четыре коммивояжёра из 1960-х пытаются продать глобусы незаинтересованным людям. Приглашённые участники: Джо Ховард — Дейл Бингем, Билл Смитрович — продавец Майк Стэнкович, Линда Портер — пожилая женщина в постели, Кифф ВанденХювел — отец привлекательной дочери                                                                                           |            | |                        |                            |                                               |                   |
| 12 | 5          | «Последняя передача (Final Transmission)»                                                             | Риз Томас, Алекс Буоно | Фред Армисен, Эрик Кенуорд | «Не ищи смысла»                               | октябрь 12, 2016  |
| Финальный концерт нью-вейв группы «Тест Паттерн» в 1987 году. Приглашённые участники: Майя Рудольф — Анита, Зенон Уильямс — гитарист, перкуссионист, Хэл Уилнер — продюсер Уто Кирша, Джон Вурстер — ударник, Пол Томас Андерсон — голос режиссёра за кадром |            | |                        |                            |                                               |                   |
| 1314 | 67         | «Мистер Номинант: в невестах у „Оскара“ (Mr. Runner Up: My Life as an Oscar Bridesmaid, Parts 1 & 2)» | Риз Томас, Алекс Буоно | Джон Малейни, Билл Хейдер  | The Kid Stays in the Picture                  | октябрь 26, 2016  |
| Автобиография голливудского режиссера Джерри Уоллоха: рассказ о том, как он 40 лет пытался получить премию «Оскар». Приглашённые участники: Питер Богданович, Фэй Данауэй, Миа Фэрроу, Питер Фонда, Энн Хэтэуэй — камео; Бентон Дженнингс — Богатый Задира; Сэм Пэнкейк — Эд Брюле; Джейк Лукас — Стивен Дюмон, Лора Белл Банди — актриса из 60-х Бриджет Бейли |            | |                        |                            |                                               |                   |

### Третий сезон (2019)
| № общий | № в сезоне | Название | Режиссёр               | Автор сценария           | Оригинальный фильм                                                                    | Дата премьеры    |
| --- | ---------- | --- | ---------------------- | ------------------------ | ------------------------------------------------------------------------------------- | ---------------- |
| 1516 | 12         | «Поле срани (Batsh*t Valley, Parts 1 & 2)»                                                                                  | Алекс Буоно            | Сет Майерс               | «Дикая, дикая деревня» (Wild Wild Country), «Семейство Сорсов» (The Source Family)    | февраль 20, 2019 |
| Рассказ о секте отца Ра-Шабарда, обосновавшейся в тихом орегонском городке Чинук. Приглашённые участники: Оуэн Уилсон — отец Ра-Шабард, Майкл Китон — Билл Досс, Некар Задеган — шабардитка Ра-Шарир, телеведущая Конни Чунг — камео                                                                                                  |            | |                        |                          |                                                                                       |                  |
| 17 | 3          | «„Коммуналка“: запись студийного альбома (Original Cast Album: Co-Op)»                                                      | Алекс Буоно            | Джон Малейни, Сет Майерс | «„Компания“: запись студийного альбома» (Original Cast Album: Company)                | февраль 27, 2019 |
| 30-часовая запись мюзикла о жителях многоквартирного дома. Приглашённые участники: Таран Киллэм — звукорежиссер Бенедикт Джунипер, Джон Малейни — автор мюзикла Саймон Сойер, Джеймс Урбаняк — режиссер и продюсер мюзикла Говард Пайн, Алекс Брайтман — Кенни, Ричард Кайнд — Ларри, Пола Пелл — Патти, Рене Элиз Голдсберри — Ди-Ди |            | |                        |                          |                                                                                       |                  |
| 18 | 4          | «Изабелла Барта: в ожидании художника (Izabella Barta: Waiting for the Artist)»                                             | Алекс Буоно, Риз Томас | Сет Майерс               | «Марина Абрамович: в присутствии художника» (Marina Abramović: The Artist is Present) | март 6, 2019     |
| Всемирно известная перфоманс-художница Изабелла Барта готовит большую ретроспективу и разбирается в отношениях с бывшим любовником и партнёром, которого не видела 20 лет. Приглашённые участники: Кейт Бланшетт — Изабелла Барта, уличный художник и режиссер Тьерри Гетта (Mr. Brainwash) — камео                                   |            | |                        |                          |                                                                                       |                  |
| 19 | 5          | «В поисках мистера Ларсона: любовное послание из Дальнего края (Searching for Mr. Larson: A Love Letter from the Far Side)» | Алекс Буоно            | Даффи Бодро, Билл Хейдер | «Дорогой мистер Уоттерсон» Dear Mr. Watterson                                         | март 13, 2019    |
| Эгоистичный поклонник комиксов «Дальний край» отправился в путешествие, чтобы встретиться с автором Гэри Ларсоном. |            | |                        |                          |                                                                                       |                  |
| 20 | 6          | «Давно минувшее (Long Gone)»                                                                                                | Алекс Буоно, Риз Томас | Эрик Кенуорд             | Let's Get Lost                                                                        | март 20, 2019    |
| Портрет эксцентричного джаз-гитариста Рекса Логана. Приглашённые участники: Наташа Лионн — автор и исполнитель Карла Меола |            | |                        |                          |                                                                                       |                  |
| 21 | 7          | «В любой субботний вечер (Any Given Saturday Afternoon)»                                                                    | Алекс Буоно            | Зэк Канин, Тим Робинсок  | «Лига обычных джентльменов» (A League of Ordinary Gentlemen)                          | март 27, 2019    |
| Три чемпиона некогда закрытой Профессиональной лиги боулинга воссоединились после её возрождения, чтобы снова выявить сильнейшего. Приглашённые участники: Кевин Данн — спортивный телепродюсер Роб Сигер, Майкл Си Холл — боулер Билли Мэй Демпси, Тим Робинсон — боулер Рик Кенмор, Бобби Мойнахан — боулер Ларри Хабургер          |            | |                        |                          |                                                                                       |                  |